# 912

912(구백십이)는 911보다 크고 913보다 작은 자연수다.

## 수학
- 합성수로, 그 약수는 총 20개다. (1, 2, 3, 4, 6, 8, 12, 16, 19, 24, 38, 48, 57, 76, 114, 152, 228, 304, 456, 912)
  - 912의 진약수의 합은 1568이므로, 912는 과잉수다.
- 15번째 펜타나치 수다. 앞의 펜타나치 수는 464, 다음은 1793이다.
- {\displaystyle 912=223+227+229+233}
  - 연속하는 네 소수(素數)의 합으로 나타낼 수 있으며, 이 성질을 지닌 앞의 수는 890, 다음 수는 928이다.
- {\displaystyle 912=71+73+79+83+89+97+101+103+107+109}
  - 연속하는 소수(素數) 10개의 합으로 나타낼 수 있으며, 이 성질을 지닌 앞의 수는 870, 다음 수는 954다.
- {\displaystyle 7^{6}-1}은 912로 나누어떨어진다.

## 과학·기술
- NGC 912(영어판): 안드로메다자리 방향에 있는 렌즈형은하.
- 포르쉐 912(영어판): 포르쉐의 스포츠카.

## 교통

### 철도
- 서울 지하철 9호선 선유도역의 역번호.

### 도로
- 912번 지방도: 경상북도 상주시 청리면 청하리에서 청송군 현서면 구산리까지 이어지는 대한민국의 지방도.
- 912번 홋카이도도(일본어판)

## 문화유산
- 대한민국의 보물 제912호: 경주 마동 삼층석탑

## 기타
- 날짜: 9월 12일
- 연도: 912년, 기원전 912년